# Cevizdalı, Bitlis
Cevizdalı là một xã thuộc thành phố Bitlis, tỉnh Bitlis, Thổ Nhĩ Kỳ. Dân số thời điểm năm 2011 là 2 người.